# Sinope (hold)
A Sinope a Jupiter egyik holdja. A hold keringése retrográd irányú, tehát a Jupiter forgásával ellenkező irányban kering. A holdat Seth B. Nicholson fedezte fel 1914-ben, és 1975-ig a Jupiter IX (J IX) néven tartották nyilván, ekkor kapta a mai nevét.
Átmérője 36 km, tömege 7,77×1016 kg, átlagos sűrűsége 3,1 g/cm³. A Jupiter körül ellipszis alakú pályán kering, melynek excentricitása 0,25, a pályahajlása 158,11°. A Jupiter körüli pályájának fél nagytengelye 23 940 000 km, periódusideje 724,51 nap. Látszólagos fényessége oppozícióban 17,0m.